# Lycophotia corsicina
Lycophotia corsicina là một loài bướm đêm trong họ Noctuidae.